# Hope Akpan
Hope Ini I. Akpan (ur. 14 sierpnia 1991 w Liverpoolu) – nigeryjski piłkarz grający na pozycji środkowego pomocnika.

## Kariera klubowa
Swoją karierę piłkarską Akpan rozpoczął w klubie Everton. W 2009 roku awansował do pierwszego zespołu. Swój jedyny mecz w pierwszym zespole Evertonu rozegrał 17 grudnia 2009 w meczu Ligi Europy z BATE Borysów (0:1). W 2011 roku został wypożyczony do grającego w Football League Championship, Hull City. Swój debiut w nim zaliczył 25 kwietnia 2011 w zremisowanym 1:1 wyjazdowym meczu z Queens Park Rangers. W zespole Hull wystąpił dwukrotnie.
Latem 2011 roku Akpan został zawodnikiem klubu Crawley Town, grającego w rozgrywkach Football League Two. W Crawley Town zadebiutował 13 sierpnia 2011 w zwycięskim 2:0 domowym meczu z Macclesfield Town. W sezonie 2011/2012 awansował z Crawley Town z League Two do League One.
Na początku 2013 roku Akpan przeszedł z Crawley Town do Reading. Swój debiut w Reading zaliczył 19 stycznia 2013 w wygranym 2:1 wyjazdowym spotkaniu z Newcastle United. W Reading grał do końca sezonu 2014/2015.
Latem 2015 roku Akpan odszedł do Blackburn Rovers. W Blackburn zadebiutował 15 sierpnia 2015 w zremisowanym 1:1 wyjazdowym meczu z Huddersfield Town.
| Sezon     | Klub             | Kraj      | Rozgrywki      | Mecze | Gole |
| --------- | ---------------- | --------- | -------------- | ----- | ---- |
| 2009/10   | Everton          | Anglia    | Premier League | 0     | 0    |
| 2010/11   | Everton          | Anglia    | Premier League | 0     | 0    |
| 2010/11   | Hull City        | Anglia    | Championship   | 2     | 0    |
| 2011/12   | Crawley Town     | Anglia    | League Two     | 26    | 1    |
| 2012/13   | Crawley Town     | Anglia    | League One     | 21    | 4    |
| 2012/13   | Reading          | Anglia    | Championship   | 9     | 0    |
| 2013/14   | Reading          | Anglia    | Championship   | 29    | 1    |
| 2014/15   | Reading          | Anglia    | Championship   | 20    | 0    |
| 2015/16   | Blackburn Rovers | Anglia    | Championship   | 35    | 3    |
| 2016/17   | Blackburn Rovers | Anglia    | Championship   | 25    | 1    |
| 2017/18   | Burton Albion    | Anglia    | Championship   | 26    | 2    |
| 2018/19   | Bradford City    | Anglia    | League One     | 28    | 2    |
| 2019/2020 | Bradford City    | Anglia    | League Two     | 19    | 3    |
| 2021      | SJK              | Finlandia | Veikkausliiga  | 3     | 0    |

## Kariera reprezentacyjna
W reprezentacji Nigerii Akpan zadebiutował 15 października 2014 w wygranym 3:1 meczu kwalifikacji do Pucharu Narodów Afryki 2015 z Sudanem.